# Opisthacanthus ambanja
Espèce
Opisthacanthus ambanja est une espèce de scorpions de la famille des Hormuridae.

## Distribution
Cette espèce est endémique de la région Diana à Madagascar. Elle se rencontre vers Ambanja.

## Description
Le mâle holotype mesure 43,2 mm.

## Étymologie
Son nom d'espèce lui a été donné en référence au lieu de sa découverte, Ambanja.

## Publication originale
- Lourenço, 2014 : Micro-endemic and vicariant populations of Opisthacanthus Peters, 1861 (Scorpiones: Hormuridae) in Madagascar, with descriptions of two new species. Arthropoda Selecta, vol. 23, no 4, p. 383-391 (texte intégral).